# Macroceps tamarensis
Macroceps tamarensis är en insektsart som beskrevs av Evans 1936. Macroceps tamarensis ingår i släktet Macroceps och familjen dvärgstritar. Inga underarter finns listade i Catalogue of Life.